# UN-SPIDER
Die Plattform der Vereinten Nationen für raumfahrtgestützte Informationen für Katastrophenmanagement und Notfallmaßnahmen, kurz UN-SPIDER (von englisch United Nations Platform for Space-based Information for Disaster Management and Emergency Response), ist eine Plattform der Vereinten Nationen, die die Anwendung von raumfahrtgestützten Technologien für Katastrophenmanagement und Notfallmaßnahmen vermittelt. Sie  wurde 2006 als ein Programm des Büros der Vereinten Nationen für Weltraumfragen (UNOOSA) gegründet.

## Weltraumtechnologie und Katastrophenmanagement
Durch die Auswirkungen von Klimawandel und Landdegradation in Kombination mit einem weltweiten Bevölkerungswachstum nimmt die globale Verwundbarkeit gegenüber Naturkatastrophen stetig zu. Erdbeben, Überflutungen, Wirbelstürme und andere Katastrophenereignisse führen jedes Jahr zu verheerenden menschlichen, gesellschaftlichen und ökologischen Folgeschäden. Solche Schäden können jedoch mithilfe besserer Informationen über die Eintrittswahrscheinlichkeit von Katastrophen sowie durch adäquate Beobachtungs- und Frühwarnsysteme vermieden werden. Aus diesem Grund wurde am 14. Dezember 2006 die Resolution 61/110 durch die Generalversammlung der Vereinten Nationen angenommen, die die Bedeutung der Raumfahrttechnologie für das Katastrophenmanagement hervorhebt. Erdbeobachtungs- sowie Wetter-, Kommunikations- und Navigationstechnologien sind für das Katastrophenmanagement von immenser Bedeutung, da sie zuverlässige und zeitnahe Informationen liefern.

## Organisation und Struktur

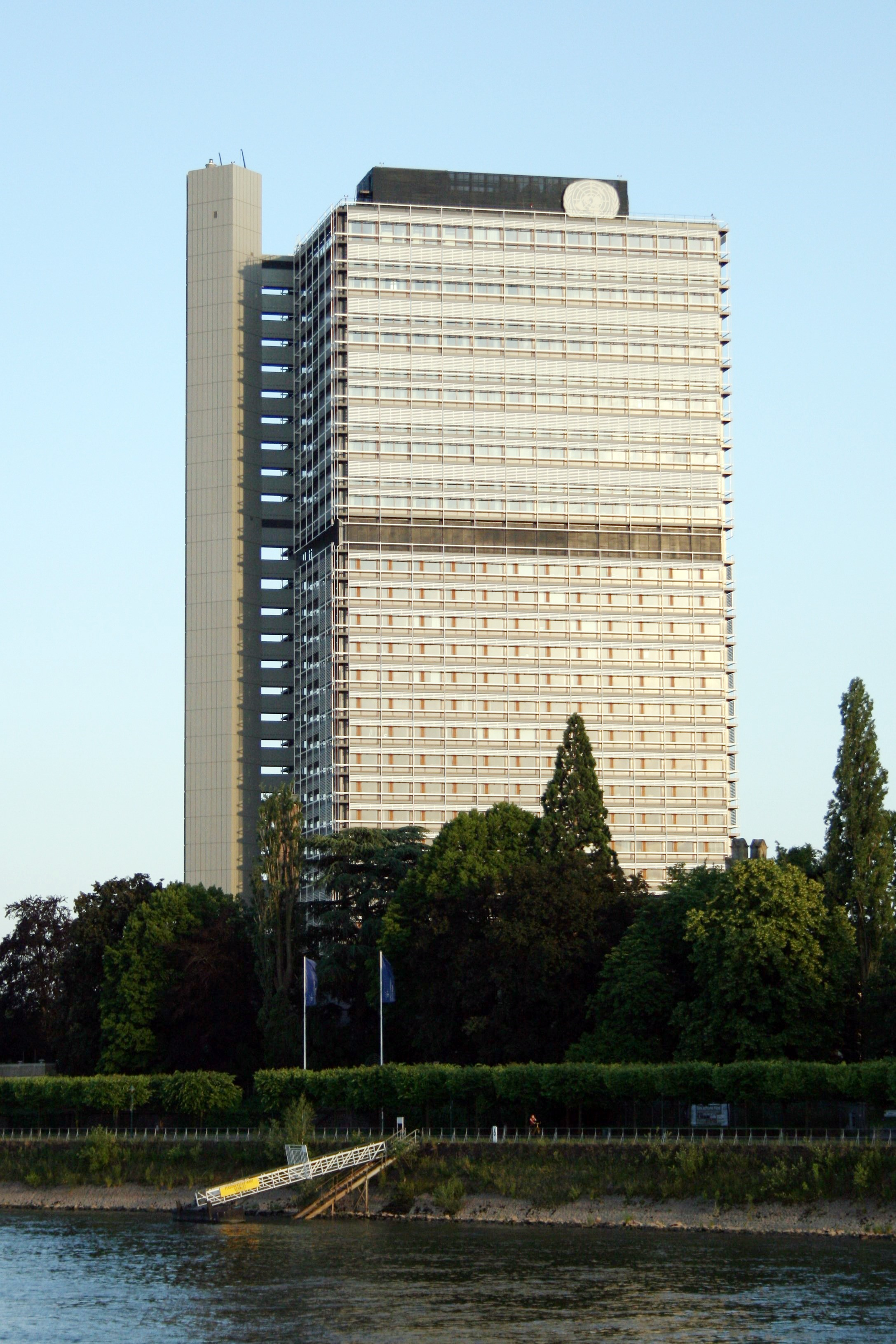
Deutsches SPIDER-Büro im UN-Campus Langer Eugen in Bonn

Die Generalversammlung der Vereinten Nationen errichtete mit der Resolution 61/110 vom 14. Dezember 2006 UN-SPIDER als ein Programm der Vereinten Nationen mit der Aufgabe, sicherzustellen „dass alle Länder und alle internationalen sowie regionalen Organisationen Zugang zu allen Arten von weltraumgestützten Informationen haben und die Kompetenzen entwickeln, diese im gesamten Zyklus des Katastrophenmanagements zu nutzen.“ Das Mandat von UN-SPIDER umfasst drei Aspekte: Das Programm vermittelt Zugang zu relevanten raumfahrtgestützten Informationen für Katastrophenmanagement und Notfallmaßnahmen, nimmt eine Brückenfunktion zwischen Katastrophenmanagement und Raumfahrtakteuren wahr und fördert Kompetenzentwicklung sowie institutionellen Ausbau.
Die drei Standorte von UN-SPIDER sind Wien, Bonn und Peking.
UN-SPIDER befindet sich im Sitz von UNOOSA im Internationalen Zentrum Wien und wird von der österreichischen Regierung unterstützt. Die Mitarbeiter sind unter anderem für die Koordination der UN-SPIDER-Aktivitäten, das Fundraising, die Koordination der Regionalbüros (Regional Support Offices) und technische Beratungsaktivitäten verantwortlich.
Das UN-SPIDER-Büro in Bonn wurde im Oktober 2007 mit Unterstützung des deutschen Bundesministeriums für Wirtschaft und Technologie und des Deutschen Zentrums für Luft- und Raumfahrt (DLR) eingerichtet. Das Bonner Büro ist für das Wissensmanagement verantwortlich. Ziel ist es, alle relevanten Informationen systematisch aufzubereiten und allen beteiligten Einrichtungen aus den Bereichen Katastrophenmanagement und humanitäre Hilfe, sowie Raumfahrtakteuren Zugang zu diesen Informationen zu verschaffen. Im Zentrum dieser Aufgaben steht das UN-SPIDER Wissensportal, das von den Mitarbeitern in Bonn verwaltet wird; ein weiterer Aufgabenbereich sind technische Beratungsaktivitäten in Lateinamerika und der Karibik.
Das UN-SPIDER-Büro in Peking wurde am 9. November 2009 mit Unterstützung der Regierung der Volksrepublik China eröffnet. Zu den Hauptaufgaben dieses Büros zählen technische Beratungsaktivitäten im asiatischen und pazifischen Raum und die globale Koordination der technischen Beratung.

## Tätigkeiten von UN-SPIDER

### Wissensmanagement
Ein zentraler Bestandteil der Tätigkeiten von UN-SPIDER besteht in der systematischen Beschaffung, Aufarbeitung und Vermittlung von Wissen. Daher wurde das UN-SPIDER-Wissensportal für raumfahrgestützte Informationen und Lösungen errichtet, um Risikoanalyseprozesse und das Katastrophenmanagement zu unterstützen.
Das UN-SPIDER-Wissensportal, das seit Juni 2009 online zugänglich ist und seitdem kontinuierlich verbessert wurde, bietet den Anwendern die Möglichkeit, relevante Informationen zu finden. Das Herzstück des Wissensportals ist die Space Application Matrix, eine umfassende Suchmaschine, die den Zugang zu Forschungsarbeiten und Fallstudien zur Anwendung unterschiedlicher raumfahrtgestützter Ressourcen in Bezug auf den gesamten Katastrophenmanagementzyklus ermöglicht. Das Portal beinhaltet außerdem Berichte über aktuelle Ereignisse aus den Bereichen Katastrophenmanagement und Raumfahrt, Informationen über Workshops, Weiterbildungsmaßnahmen sowie nähere Angaben über die Partnerorganisationen von UN-SPIDER.
Neben dem Wissensmanagement steht auch Öffentlichkeitsarbeit bei UN-SPIDER im Vordergrund. Um die Nutzung von raumfahrtgestützten Informationen im Katastrophenmanagement zu stärken, muss viel Überzeugungsarbeit geleistet werden, um Veränderungen von Einstellungen und Verhalten hervorzurufen. Über seine Webseite, aber auch über Veranstaltungen, Publikationen und Social Media spricht UN-SPIDER neue und bestehende Nutzergemeinschaften an, schließt neue Partnerschaften und kann den Weg für innovative technische Lösungen ebnen.

### Vernetzungsmaßnahmen
Erfahrungen zeigen, dass eine Vielzahl beteiligter Behörden in unterschiedliche Phasen des Katastrophenmanagementzyklus involviert sind, und dass eine koordinierte Herangehensweise deshalb von großem Vorteil ist. Mithilfe der Vernetzungsmaßnahmen von UN-SPIDER werden praxisbezogene Experten und Spezialisten aus den Bereichen Katastrophenmanagement und Raumfahrt daran beteiligt, den Einsatz von raumfahrtgestützten Informationen für den gesamten Katastrophenmanagementzyklus zu fördern.
Im Rahmen dieser Maßnahmen veranstaltet UN-SPIDER Workshops, Seminare und Expertengipfel in allen beteiligten Regionen und unterstützt Partnerorganisationen bei ähnlichen Veranstaltungen. Die Mitarbeiter von UN-SPIDER nehmen außerdem an relevanten Tagungen auf der ganzen Welt teil, um über die Tätigkeiten und Beratungsleistungen von UN-SPIDER zu informieren sowie über die Möglichkeiten, die raumfahrtgestützte Informationen für das Katastrophenmanagement bieten.

### Technische Beratung
Technische Beratungsaktivitäten sind ein zentraler Bestandteil der Arbeit von UN-SPIDER. Um das Katastrophenmanagement zu verbessern, unterstützt UN-SPIDER Mitgliedsstaaten dabei, vorhandene Kapazitäten in Bezug auf die Anwendung raumfahrgestützter Informationen zu identifizieren, die institutionellen Strukturen zu analysieren und eventuelle Hürden aufzuzeigen, welche die Verwendung von raumfahrtgestützten Informationen erschweren. Diese technische Beratung dient dazu,  Mitgliedsländern zu helfen, Einschränkungen zu überwinden, beispielsweise durch internationale Kooperation, Netzwerken mit regionalen Institutionen und das Erstellen von Katastrophenmanagementplänen. Die Beratung umfasst regional Aspekte, wie beispielsweise grenzübergreifende Probleme, Notfallmaßnahmen, GIS-gestützte Katastrophenmanagement-Systeme sowie Maßnahmen, um die Wahrscheinlichkeit von Katastrophen zu reduzieren. Solche Beratungsmaßnahmen können in Form von einfachen Telefongesprächen oder aber in Form von technischer Unterstützung, Vor-Ort-Beratung, Trainingsmaßnahmen und Workshops erfolgen. Die technischen Beratungsaktivitäten stützen sich auf drei Aspekte: Technische Beratungsmissionen, Kompetenzbildung und technische Beratung im Krisenfall.
Technische Beratungsmissionen dienen dazu, die Bedürfnisse der Mitgliedsländer in Bezug auf ihre Kapazitäten zur effizienten Anwendung raumfahrtgestützter Informationen zu identifizieren. Die Missionen erfolgen auf Anfrage der jeweiligen nationalen Regierungen und werden von Expertenteams durchgeführt. Hierzu kommuniziert das Team mit entscheidungstragenden Regierungsbehörden aus den Bereichen Katastrophenmanagement und Entwicklung, mit Organisationen der Vereinten Nationen, regionalen und internationalen Organisationen und Initiativen sowie privaten Unternehmen. Das Team erstellt Empfehlungen, wie der Zugang zu und der Gebrauch von raumfahrtgestützten Informationen in Bezug auf Risikoanalyse und Katastrophenmanagement optimiert werden kann. Seit 2008 wurden bereits zahlreiche Missionen in Ländern in Lateinamerika, der Karibik, Afrika, Asien und der Pazifikregion durchgeführt.
Kompetenzwicklung bedeutet für UN-SPIDER die Förderung und Stärkung der Kompetenzen von Personen, Teams und Behörden für den Gebrauch von raumfahrtgestützten Informationen im Falle von Naturkatastrophen und anderen humanitären Krisen. UN-SPIDERs Bemühungen zur Kompetenzentwicklung umfassen vier Arbeitsbereiche:
- strategierelevante Empfehlungen für Institutionen und Regierungen in Bezug auf die Anwendung raumfahrtgestützter Informationen, um den gesamten Katastrophenmanagementzyklus zu unterstützen
- die Verbesserung des Zugangs zu raumfahrtgestützten Daten und Anwendungen
- Weiterbildungsmaßnahmen für einen verbesserten Zugang zu und Gebrauch von solchen Daten
- die Förderung des Zugangs zu relevanter Infrastruktur, Hardware, Software und Dienstleistungen für raumfahrtgestützte Anwendungen.

Somit richtet sich die Arbeit von UN-SPIDER in diesem Bereich auf Institutionen, Personen und Infrastruktur.
Im Falle einer Katastrophe bietet UN-SPIDER technische Unterstützung an und übernimmt eine Brückenfunktion zwischen Behörden für das Katastrophenmanagement und Raumfahrtbehörden oder speziellen Mechanismen, wie die Internationale Charta für Weltraum und Naturkatastrophen. Die Unterstützung durch UN-SPIDER erfolgt mithilfe des Netzwerks an Regionalbüros (Regional Support Office) sowie durch Kommunikation mit Raumfahrtbehörden.

## Das Netzwerk von UN-SPIDER
UN-SPIDER verfügt über ein globales Netzwerk, um strategische Allianzen und Partnerschaften auf globaler und regionaler Ebene stärken zu können. Dieses Netzwerk umfasst zwei Bereiche: Zum einen Regionalbüros und zum anderen Nationale Kontaktstellen.

### Regionalbüros
Ein Regionalbüro (Regional Support Office) ist ein regionales oder nationales Zentrum für Expertise, das vom jeweiligen Mitgliedsland finanziert und geleitet wird. Die Errichtung eines Netzwerkes für Regionalbüros wurde in der Resolution 61/110 von der Generalversammlung der Vereinten Nationen beschlossen. Heute hat UN-SPIDER weltweit 17 regionale Kompetenzzentren. Detaillierte Informationen zu allen Regionalbüros von UN-SPIDER finden sich auf dem Wissensportal von UN-SPIDER.
In regelmäßiger Kommunikation und Koordination mit dem UN-SPIDER-Personal sind die Regionalbüros für die folgenden Aufgaben zuständig:
- Vernetzungs- und Kompetenzentwicklungsmaßnahmen
- Horizontale Kooperation (Expertennetzwerke, Wissensmanagement, Beiträge für das UN-SPIDER Wissensportal)
- Technische Beratungsaktivitäten

### Nationale Kontaktstellen
Wie von der Generalversammlung der Vereinten Nationen festgelegt, ist eine Nationale Kontaktstelle (National Focal Point) eine von der Regierung des jeweiligen Landes bestimmte nationale Institution, die die Netzwerke in den Bereichen des Katastrophenmanagements und der Raumfahrt repräsentiert, wie beispielsweise Mitglieder von Agenturen für Raumfahrt oder Katastrophenschutz. Die Kommunikation mit allen Ländern erfolgt stets durch diese Nationalen Kontaktstellen.
In Zusammenarbeit mit UN-SPIDER verfolgen die Nationalen Kontaktstellen folgende Ziele:
- Die Förderung des Zugangs zu und der Anwendung von raumfahrtgestützten Lösungen in Bezug auf das Katastrophenmanagement in dem jeweiligen Land
- Die Stärkung von nationalen Katastrophenmanagementplänen und -strategien
- Die Implementierung spezifischer nationaler Aktivitäten, die raumfahrtgestützte Technologien zur Katastrophenmanagement-Unterstützung einsetzen.